# Gary Stevenson
Gary Stevenson (født 1986 i Ilford) er en britisk økonom, tidligere finansiel trader og YouTuber, der er kendt for sin økonomiske analyse og aktivisme mod økonomisk ulighed.
Han opvoksede i en mormon-familie på én indkomst i Ilford. Han vandt et betalt bachelorstudie i økomomi og matematik på London School of Economics, inden han blev trader for Citibank i 2008 i en alder af 21 år. Stevensen blev millionær i kølvandet på den store recession i 2008-2009 ved at satse på en stor øgning i økonomisk ulighed, og at den større andel af fattigdom ville resultere i at rentesatsserne ville forblive lave. Ved at lave handler baseret på denne forudsigelse hævder han, at han var Citibanks mest profitable trader i 2011.  I 2014 pensionerede Stevenson sig selv for i stedet at studere cand.phil. i økonomi på University of Oxford. I 2020 startede han en YouTubekanal, GarysEconomics, hvor han taler imod økonomisk ulighed og forklare økonomiske begreber.
Stevenson deltager i politiske debatter om ulighed i Storbritannien, og han har bidraget via medier som The Guardian, BBC, LBC, Novara Media og Piers Morgan Uncensored.
I 2024 udgav Stevenson bogen The Trading Game via Penguin Books, der fortæller om hans år i finansindustrien. Bogen nåede førstepladsen af Sunday Times bedstsellerliste, og modtog gode anmeldelser.